# Fastosarion aquavitae
Fastosarion aquavitae är en snäckart som beskrevs av Scott 1995. Fastosarion aquavitae ingår i släktet Fastosarion och familjen Helicarionidae. Inga underarter finns listade i Catalogue of Life.